# Pequawket
Pequawket (Pigwacket, Pegouakki, Peguaki) /“plodna dolina duž rijeke”,  “punched up rock”. Prema Gerardu od pekwakik ='at the hole in the ground,'/ pleme američkih Indijanaca porodice Algonquian s Lovell's Ponda i gornjeg toka rijeke Saco u saveznim američkim državama Maine (u okrugu Oxford) i New Hampshire (u okrugu Carroll). Glavno selo Pequawket Town nalazimo se na gornjem Sacu blizu današnjeg Fryeburga (Maine). Pequawketi su pripadali konfederaciji Abenaki. Pleme je poznato po bitci iz 1725. između kapetana John Lovewella koji je predvodio 50 Engleza i poglavice Paugusa i 80 Indijanaca. U bitci su poginula obje vođe, ali su oslabljeni Indijanci nakon poraza zajedno s plemenom Arosaguntacook otišli prema izvoru Connecticuta. Tu su Arosaguntacooki ostali kraće vrijeme pa su otišli u Kanadu na Saint-François, a Pequawketi su ostali u Connecticutu, da bi se kasnije vratili u svoj stari kraj.  
Povijest bilježi i drugog poglavicu poznatog pod imenom Atecouando koji nije sudjelovao u Paugusovoj bitci, nego je otišao na Saint-François u Kanadu. U Pequawketu su se Indijanci zadržali do 1744. kada je započeo Rat kralja Đure (1744. – 1748.) između Britanaca i Francuza, nakon čega odlaze na Saint-François u Kanadu, gdje će se izgubiti među ostalim grupama Abenaka.

## Vanjske poveznice
- Pequawket Indian History  Arhivirana inačica izvorne stranice od 29. rujna 2007. (Wayback Machine)